# 尚志大学校
尚志大学校（サンジだいがっこう、英称: Sangji University）は、江原特別自治道原州市尚志大路124に本部を置く大韓民国の私立大学である。1974年に設置された。

## 歴史
尚志大学校は1955年に元鴻黙が原州市鳳山洞に設立した関西大義塾が始まり。1962年、財団法人清岩学園（のちに学校法人に変更）が認可され、1963年1月に原州大学設置の認可を得る。原州大学は1972年まで運営された後、廃校となり、1974年、 金文起が尚志大学として引き継ぐ。学校法人清岩学園は学校法人尚志学園に名称が変更される。初代学長には朴恒均が就任する。1989年11月、総合大学に昇格し、尚志大学校となる。

## 組織

### 学部
- 人文社会科学大学
  - 国語国文学科　英米語文学部　法学部　行政学部　法律行政学科(夜)　社会福祉学科(昼・夜)　中国学科　言論広告学部　文化コンテンツ学科　教養科　教職科
- 経商大学
  - 経営学科(昼・夜)　会計情報学科　観光学部　経済学科(昼・夜)　貿易学科(昼・夜)　国際ビジネス学科(夜)　経営情報学科
- 生命資源科学大学
  - 山林科学科　親環境植物学部　動物生命資源学部
- 理工科大学
  - 応用科学群・応用物理戦時学科　応用科学群・精密化学新素材学科　生命科学科　コンピュータデータ情報学科　建設工学群・建設システム工学科(昼)　建設工学群・資源工学科　建設システム工学科(夜)　環境工学科　コンピュータ情報工学部　生活科学産業学科　システム経営工学科
- 芸術体育大学
  - 生活造形デザイン学科　デザイン学部　体育学部
- 韓医科大学
  - 韓医芸科
- 保険科学大学
  - 食品栄養学科　漢方医療工学科　看護学科　医療経営学科　製薬工学科

### 大学院
- 一般大学院
  - 修士課程
    - 国語国文学科　英語英文学科　行政学科　法学科　経営学科　会計情報学科　社会福祉学科　応用植物科学科　動物生命資源学科　　生命科学科　応用統計学科　山林科学科　環境工学科　土木工学科　コンピュータ情報工学科　漢方医療工学科　産業デザイン学科　体育学科　韓医学科

  - 博士課程
    - 国語国文学科　行政学科　法学科　経営学科　社会福祉学科　応用植物科学科　動物生命資源学科　土木工学科　コンピュータ情報学科　体育学科　韓医学科　東西医療工学科
- 社会福祉政策大学院
  - 社会福祉学科
- 経営・行政・産業大学院
  - 経営学科　会計学科　不動産学科　経済学科　経営情報学科　観光学科　行政学科　環境工学科　土木工学科
- 教育大学院
  - 教育学科
- 平和安保大学院
  - 安保学科　相談心理学科

## 学術交流協定

### 海外
日本
- 信州大学

中国
- 沈陽中医研究所
- 黒竜江中医薬大学臨床医学院
- 天津財経大学
- 北京林業大学
- 山東中医薬大学
- 延辺大学医学院
- 浙江中医学院
- 首都師範大学
- 内蒙古大学

アメリカ
- Roanoke College
- University of Tennessee at Martin
- College of Southern Nevada
- University of Mississippi
- Alliant International University

イギリス
- ウィンチェスター・カレッジ

カナダ
- Sheridan College
- サイモンフレーザー大学

オーストラリア
- グリフィス大学

インド
- Lambung Mangkurat University

フィリピン
- Benguet State University

モンゴル
- Mongolian Academy of Sciences